# Isognathus fumosa
Isognathus fumosa är en fjärilsart som beskrevs av Butler 1875. Isognathus fumosa ingår i släktet Isognathus och familjen svärmare. Inga underarter finns listade i Catalogue of Life.